# باندیکوت‌های خوک‌پا
باندیکوت‌های خوک‌پا (نام علمی: Chaeropus) نام یک سرده از راسته کیسه‌داران همه‌چیزخوار است.